# Lady Croissant
Lady Croissant – pierwszy album koncertowy australijskiej piosenkarki Sii. Nagrany został 17 kwietnia 2006 roku w sali koncertowej Bowery Ballroom w Nowym Jorku.

## Lista utworów
| Nr | Tytuł utworu          | Słowa                                            | Muzyka        | Długość |
| -- | --------------------- | ------------------------------------------------ | ------------- | ------- |
| 1. | „Pictures”            | Sia Furler, Dan Carey                            | Carey         | 3:37    |
| 2. | „Don't Bring Me Down” | Furler, Blair MacKichan                          | Jimmy Hogarth | 4:36    |
| 3. | „Destiny”             | Furler, Henry Binns, Sam Hardaker, Sophie Barker |               | 3:55    |
| 4. | „Blow It All Away”    | Furler, MacKichan, Felix Howard, Kevin Armstrong | MacKichan     | 5:19    |
| 5. | „Lentil”              | Furler, Samuel Dixon                             | Hogarth       | 4:11    |
| 6. | „Numb”                | Furler, Hogarth, James MacMillan                 | Hogarth       | 4:26    |
| 7. | „I Go to Sleep”       | Ray Davies                                       | Hogarth       | 3:17    |
| 8. | „Breathe Me”          | Furler, Carey                                    | Hogarth       | 5:52    |
| 9. | „Distractions”        | Furler, Binns, Hardaker                          |               | 5:03    |
|    |                       |                                                  |               | 40:16   |